# Station Eschweiler-Aue
Station Eschweiler-Aue (Duits: Bahnhof Eschweiler-Aue) is de spoorwegstation van Aue, een plaats in de Duitse gemeente Eschweiler. Het station ligt aan de lijn Hochneukirch – Stolberg. Het station is in 1981 gesloten voor het reizigersverkeer, het goederenstation wordt nog gebruikt, onder andere door de ESW-Röhrenwerk (buizenproductie) en een schroothandelaar.
Langerwehe
47,9: Eschweiler-Weisweiler ·
50,2: Eschweiler-Nothberg ·
52,4: Eschweiler Talbahnhof ·
53,3: Eschweiler-West ·
55,7: Eschweiler-Aue ·
57,7: Stolberg (Rheinl) Hbf